# Satz von Hadwiger (Integralgeometrie)
Der Satz von Hadwiger ist ein Lehrsatz aus dem mathematischen Gebiet der Integralgeometrie. Er wurde 1956 durch Hugo Hadwiger formuliert und bewiesen. Der Satz besagt, dass jede stetige und unter Isometrien invariante Bewertung kompakter, konvexer Teilmengen des {\displaystyle \mathbb {R} ^{n}} eine Linearkombination von Quermaßintegralen ist.

## Begriffe
Eine stetige Bewertung ist ein reellwertiges Funktional {\displaystyle v} auf der Menge aller kompakten, konvexen Teilmengen {\displaystyle K\subset \mathbb {R} ^{n}} mit {\displaystyle v(\emptyset )=0} und {\displaystyle v(S\cup T)+v(S\cap T)=v(S)+v(T)} für alle {\displaystyle S,T}, welches stetig bezüglich der Hausdorff-Metrik ist.
Die Quermaßintegrale sind Funktionale {\displaystyle W_{0},\ldots ,W_{n}}, die als Koeffizienten der Potenzreihenentwicklung
{\displaystyle \mathrm {Vol} _{n}(K+tB^{n})=\sum _{j=0}^{n}{\binom {n}{j}}W_{j}(K)t^{j}}
für die Einheitskugel {\displaystyle B^{n}} und jeden kompakten, konvexen Körper {\displaystyle K\subset \mathbb {R} ^{n}} definiert sind.

## Satz von Hadwiger
Jede stetige Bewertung {\displaystyle v}, die invariant unter allen Isometrien des {\displaystyle \mathbb {R} ^{n}} ist, ist eine Linearkombination von Quermaßintegralen:
{\displaystyle v(K)=\sum _{j=0}^{n}c_{j}W_{j}(K)}
mit von {\displaystyle K} unabhängigen Koeffizienten {\displaystyle c_{j}}.